# Mikado (spil)
 For alternative betydninger, se Mikado. (Se også artikler, som begynder med Mikado)
Mikado er et europæisk spil, der går ud på at samle pinde op ude at røre de andre pinde i spillet. Pindene i spillet har samme lændge og er mellem 17 og 20 cm lange.
Spillet blev i 1936 købt i Ungarn (hvor det blev kaldt Marokko) af en amerikansk virksomhed, der kaldte spillet pick-up sticks. Navnet "Mikado" blev formentlig undgået, da andre havde varemærkerettighederne til navnet. Spillet kaldes "Mikado" efter den blå pind med den højeste pointværdi, "Mikado", titlen for Japans Kejser.